# Canton de Saint-Ouen-l'Aumône
Le canton de Saint-Ouen-l'Aumône est une division administrative française, située dans le département du Val-d'Oise et la région Île-de-France.
À la suite du redécoupage cantonal de 2014, les limites territoriales du canton sont remaniées. Le nombre de communes du canton passe de 2 à 12.

## Histoire
Le canton est créé en 1967. Ses limites ont été modifiées en 1976 et en 1985.
Par décret du 17 février 2014, le nombre de cantons du département est divisé par deux, avec mise en application aux élections départementales de mars 2015. Le canton de Saint-Ouen-l'Aumône est conservé et s'agrandit. Il passe de 2 à 12 communes.

## Représentation

### Représentation avant 2015
| Période   | Période   | Identité                   | Étiquette      | Qualité |
| --------- | --------- | -------------------------- | -------------- | --- |
| 1967      | mars 1979 | Armand Lecomte (1892-1979) | RI puis UDF-PR | Maire de Saint-Ouen-l'Aumône (1953 → 1977) Conseiller général de Luzarches (1955 → 1961) Décédé en fonction |
| mars 1979 | 1985      | Mme Dominique Gillot       | PS             | Institutrice, Éragny-sur-Oise |
| 1985      | 1992      | Jean Bardet                | RPR            | Professeur de médecine Conseiller municipal du Plessis-Bouchard puis de Taverny Député du Val-d'Oise (3e circ.). (1986 → 1988 et 1993 → 2012) Conseiller régional d'Île-de-France (1986 → 1992 et 1998 → 2004) |
| 1992      | 2004      | Roland Daffix              | PS             | Directeur régional des Télécommunications Conseiller municipal de Saint-Ouen-l'Aumône |
| 2004      | 2015      | Andrée Salgues             | PS             | Professeur dans l'enseignement secondaire Maire de Saint-Ouen-l'Aumône (2001 → 2002) Première maire-adjointe de Saint-Ouen-l'Aumône ( ? → 2014)                                                                |

### Représentation depuis 2015
| Période élective | Période élective | Mandat | Mandat   | Identité            | Nuance | Nuance | Qualité |
| ---------------- | ---------------- | ------ | -------- | ------------------- | ------ | ------ | --- |
| 2015             | 2021             | 2015   | 2021     | Pierre-Édouard Eon  |        | LR     | Chef d'entreprise Maire de Méry-sur-Oise (2014 → ) Président de la CCVOI (2004 → 2008)                                                                            |
| 2015             | 2021             | 2015   | 2021     | Véronique Pélissier |        | LR     | Avocate Conseillère municipale de Saint-Ouen-l'Aumône 10e vice-présidente du conseil départemental déléguée à la prévention spécialisée et à la vie universitaire |
| 2021             | 2028             | 2021   | en cours | Pierre-Édouard Éon  |        | LR     | Chef d'entreprise Maire de Méry-sur-Oise (2014 → ) Vice-président de la CCVOTF (2019 → )                                                                          |
| 2021             | 2028             | 2021   | en cours | Véronique Pélissier |        | LR     | Avocate Conseillère municipale d’opposition de Saint-Ouen-l’Aumône                                                                                                |

### Résultats détaillés

#### Élections de mars 2015
À l'issue du 1er tour des élections départementales de 2015, deux binômes sont en ballottage : Pierre-Édouard Eon et Véronique Pelissier (Union de la Droite, 29,14 %) et Fabienne Daumas et Philippe Moulines (FN, 26,81 %). Le taux de participation est de 45,11 % (15 940 votants sur 35 332 inscrits) contre 40,49 % au niveau départemental et 50,17 % au niveau national.
Au second tour, Pierre-Édouard Eon et Véronique Pelissier (Union de la Droite) sont élus avec 66,97 % des suffrages exprimés et un taux de participation de 44,1 % (9 202 voix pour 15 579 votants et 35 330 inscrits).

#### Élections de juin 2021
Le premier tour des élections départementales de 2021 est marqué par un très faible taux de participation (33,26 % au niveau national). Dans le canton de Saint-Ouen-l'Aumône, ce taux de participation est de 28,72 % (10 251 votants sur 35 694 inscrits) contre 26,57 % au niveau départemental. À l'issue de ce premier tour, deux binômes sont en ballottage : Pierre-Édouard Éon et Véronique Pélissier (LR, 36,09 %) et Ayda Hadizadeh et Bruno Le Disez (PS, 19,99 %).
Le second tour des élections est marqué une nouvelle fois par une abstention massive équivalente au premier tour. Les taux de participation sont de 34,36 % au niveau national, 28,57 % dans le département et 30,66 % dans le canton de Saint-Ouen-l'Aumône. Pierre-Édouard Éon et Véronique Pélissier (LR) sont élus avec 60,88 % des suffrages exprimés (6 247 voix pour 10 945 votants et 35 701 inscrits),,,.

## Composition

### Composition de 1967 à 1976
Le canton comptait sept communes
- Saint-Ouen-l'Aumône (chef-lieu)
- Livilliers
- Hérouville
- Ennery
- Auvers-sur-Oise
- Éragny-sur-Oise
- Pierrelaye

### Composition de 1976 à 1985
Le canton comptait deux communes
- Saint-Ouen-l'Aumône (chef-lieu)
- Éragny-sur-Oise

### Composition de 1985 à 2015
Le canton comptait deux communes
| Nom                             | Code Insee | Codepostal | Superficie (km2) | Population (dernière pop. légale) | Densité (hab./km2) |
| ------------------------------- | ---------- | ---------- | ---------------- | --------------------------------- | ------------------ |
| Saint-Ouen-l'Aumône (chef-lieu) | 95572      | 95310      | 12,21            | 23 470 (2012)                     | 1 922              |
| Méry-sur-Oise                   | 95394      | 95540      | 11,17            | 9 320 (2012)                      | 834                |

### Composition depuis 2015
Le canton comprend désormais douze communes entières.
| Nom                                         | Code Insee | Intercommunalité                              | Superficie (km2) | Population (dernière pop. légale) | Densité (hab./km2) | Modifier                                    |
| ------------------------------------------- | ---------- | --------------------------------------------- | ---------------- | --------------------------------- | ------------------ | ------------------------------------------- |
| Saint-Ouen-l'Aumône (bureau centralisateur) | 95572      | CA de Cergy-Pontoise                          | 12,21            | 25 614 (2022)                     | 2 098              | modifier les données · modifier les données |
| Auvers-sur-Oise                             | 95039      | CC Sausseron Impressionnistes                 | 12,69            | 6 820 (2022)                      | 537                | modifier les données · modifier les données |
| Butry-sur-Oise                              | 95120      | CC Sausseron Impressionnistes                 | 2,60             | 2 242 (2022)                      | 862                | modifier les données · modifier les données |
| Frépillon                                   | 95256      | CA Val Parisis                                | 3,35             | 3 327 (2022)                      | 993                | modifier les données · modifier les données |
| Frouville                                   | 95258      | CC Sausseron Impressionnistes                 | 7,60             | 347 (2022)                        | 46                 | modifier les données · modifier les données |
| Hédouville                                  | 95304      | CC Sausseron Impressionnistes                 | 5,28             | 280 (2022)                        | 53                 | modifier les données · modifier les données |
| Hérouville-en-Vexin                         | 95308      | CC Sausseron Impressionnistes                 | 8,42             | 569 (2022)                        | 68                 | modifier les données · modifier les données |
| Labbeville                                  | 95328      | CC Sausseron Impressionnistes                 | 8,07             | 641 (2022)                        | 79                 | modifier les données · modifier les données |
| Mériel                                      | 95392      | CC de la Vallée de l'Oise et des Trois Forêts | 5,31             | 5 337 (2022)                      | 1 005              | modifier les données · modifier les données |
| Méry-sur-Oise                               | 95394      | CC de la Vallée de l'Oise et des Trois Forêts | 11,17            | 10 015 (2022)                     | 897                | modifier les données · modifier les données |
| Nesles-la-Vallée                            | 95446      | CC Sausseron Impressionnistes                 | 13,46            | 1 823 (2022)                      | 135                | modifier les données · modifier les données |
| Valmondois                                  | 95628      | CC Sausseron Impressionnistes                 | 4,59             | 1 209 (2022)                      | 263                | modifier les données · modifier les données |
| Canton de Saint-Ouen-l'Aumône               | 9517       |                                               | 94,75            | 58 224 (2022)                     | 615                | modifier les données                        |

## Démographie

### Démographie avant 2015
| 1968   | 1975   | 1982   | 1990   | 1999   | 2006   | 2011   | 2012   |
| ------ | ------ | ------ | ------ | ------ | ------ | ------ | ------ |
| 13 426 | 20 656 | 22 839 | 24 852 | 28 589 | 31 859 | 33 021 | 32 790 |

### Démographie depuis 2015
En 2022, le canton comptait 58 224 habitants, en évolution de +3,39 % par rapport à 2016 (Val-d'Oise : +4 %, France hors Mayotte : +2,11 %).
| 2013   | 2018   | 2022   |
| ------ | ------ | ------ |
| 54 773 | 56 771 | 58 224 |